# دهستان رستم دو
دهستان رستم دو نام دهستانی در بخش رستم شهرستان ممسنی، استان فارس در ایران است. براساس سرشماری مرکز آمار ایران در سال ۱۳۸۵، جمعیت آن ۶۸۶۴ نفر (۱۳۳۸ خانوار) بوده‌است.